# Різ (Мічиган)
Різ (англ. Reese) — селище (англ. village) в США, в округах Сегіно і Тускола штату Мічиган. Населення — 1261 особа (2020).

## Географія
Різ розташований за координатами 43°27′10″ пн. ш. 83°41′22″ зх. д. / 43.45278° пн. ш. 83.68944° зх. д. (43.452810, -83.689339).  За даними Бюро перепису населення США в 2010 році селище мало площу 3,49 км², уся площа — суходіл.

## Демографія
Згідно з переписом 2010 року, у селищі мешкали 1454 особи в 635 домогосподарствах у складі 418 родин. Густота населення становила 417 осіб/км².  Було 690 помешкань (198/км²).
Расовий склад населення:
| - 97,2 % — білих - 0,7 % — чорних або афроамериканців - 0,7 % — азіатів - 0,2 % — корінних американців |

До двох чи більше рас належало 0,4 %. Частка іспаномовних становила 4,3 % від усіх жителів.
За віковим діапазоном населення розподілялося таким чином: 22,6 % — особи молодші 18 років, 59,3 % — особи у віці 18—64 років, 18,1 % — особи у віці 65 років та старші. Медіана віку мешканця становила 42,8 року. На 100 осіб жіночої статі у селищі припадало 89,1 чоловіків;  на 100 жінок у віці від 18 років та старших — 85,8 чоловіків також старших 18 років.
Середній дохід на одне домашнє господарство  становив 55 276 доларів США (медіана — 44 423), а середній дохід на одну сім'ю — 66 787 доларів (медіана — 58 333). Медіана доходів становила 46 833 долари для чоловіків та 32 500 доларів для жінок. За межею бідності перебувало 17,0 % осіб, у тому числі 25,5 % дітей у віці до 18 років та 6,3 % осіб у віці 65 років та старших.
Цивільне працевлаштоване населення становило 779 осіб. Основні галузі зайнятості: освіта, охорона здоров'я та соціальна допомога — 22,2 %, виробництво — 18,5 %, роздрібна торгівля — 16,3 %.